# Eric Kwong
„Eric” Kwong Hoi Fung (chiń. 鄺海峰; ur. 23 października 1982 w Hongkongu) – hongkoński kierowca wyścigowy.

## Kariera
Kwong rozpoczął karierę w wyścigach samochodowych w 2009 roku od startów w Chińskiej Formule Ford Campus, gdzie dwukrotnie stawał na podium. Z dorobkiem szesnastu punktów uplasował się tam na dziewiątej pozycji w klasyfikacji generalnej. W późniejszych latach Hongkończyk pojawiał się także w stawce Volkswagen Scirocco R Cup China, World Touring Car Championship, Malaysia Merdeka Endurance Race oraz Audi R8 LMS Cup China.
W World Touring Car Championship Hongkończyk dołączył do stawki podczas chińskiej rundy sezonu 2012. Uplasował się odpowiednio na osiemnastej i dwudziestej pozycji.